# Дарко Миладин
Дарко Миладин (хорв. Darko Miladin, нар. 1 квітня 1979, Дубровник) — хорватський футболіст, що грав на позиції захисника.
Виступав, зокрема, за клуби «Хайдук» (Спліт) та «Ерготеліс», а також національну збірну Хорватії.
Триразовий чемпіон Хорватії. Дворазовий володар Кубка Хорватії.

## Клубна кар'єра
Народився 1 квітня 1979 року в місті Дубровник. Вихованець футбольної школи клубу «Хайдук» (Спліт). Дорослу футбольну кар'єру розпочав 1998 року в основній команді того ж клубу, в якій провів сім сезонів, взявши участь у 126 матчах чемпіонату. За цей час тричі виборював титул чемпіона Хорватії, ставав володарем Кубка Хорватії (двічі).
Згодом з 2005 по 2006 рік грав у складі команд «Шаффгаузен» та «Хайдук» (Спліт).
Своєю грою за останню команду привернув увагу представників тренерського штабу клубу «Ерготеліс», до складу якого приєднався 2006 року. Відіграв за іракліонський клуб наступні два сезони своєї ігрової кар'єри.
Завершив ігрову кар'єру у команді «Рієка», за яку виступав протягом 2008—2009 років.

## Виступи за збірні
У 1996 році дебютував у складі юнацької збірної Хорватії (U-19), загалом на юнацькому рівні взяв участь у 10 іграх, відзначившись одним забитим голом.
Протягом 1998–2001 років залучався до складу молодіжної збірної Хорватії. На молодіжному рівні зіграв у 14 офіційних матчах, забив 1 гол.
1999 року зііграв свій єдиний матч у складі національної збірної Хорватії.
| Дата      | Місто | Господарі      | Результат | Гості    | Турнір           | Голи | Примітки} |
| --------- | ----- | -------------- | --------- | -------- | ---------------- | ---- | --------- |
| 19-6-1999 | Сеул  | Південна Корея | 1 – 1     | Хорватія | товариський матч | -    | 66'       |
| Усього    |       | Матчів         | 1         |          | Голів            | 0    |           |

## Титули і досягнення
- Чемпіон Хорватії (3):

«Хайдук» (Спліт): 2000–2001, 2003–2004, 2004–2005
- Володар Кубка Хорватії (2):

«Хайдук» (Спліт): 1999–2000, 2002–2003